# Bildjournalen
Bildjournalen var ett TV-program i Sverige som från början sändes i Sveriges Television. Det handlade om bildkonst och kultur o.dyl. 
Programmet började sändas 1992, då med konstkritikern Ingela Lind som programledare. 
Senare programledare fram till 2003 var Christoffer Barnekow, Jan Hemmel, Neta Norrmo och Björn Östlund; SVT-medarbetare liksom programmets producent fram till 2003 Sonja Pleijel.
Från 2002 ingick det i TV:s satsning Kultursöndag tillsammans med programmen Röda Rummet och Musikspegeln. Då genomgick programmet en innehållslig och formmässig förändring samt en starkare koppling till den nyare samtidskonsten. Redaktör för Bildjournalen under dess sista år var Pontus Kyander med Björn Östlund som producent. De senare initierade det nya konstprogrammet Format under 2005. 